# Joachim Löw
Pour les articles homonymes, voir Löw.
Joachim Löw [ˈjoːaxɪmˈløːv], né le 3 février 1960 à Schönau im Schwarzwald, est un ancien attaquant allemand devenu entraîneur de football.
Il a été le sélectionneur de l'équipe nationale d'Allemagne pendant quinze ans, de 2006 à 2021 avec laquelle il remporte notamment la Coupe du monde en 2014 et la Coupe des confédérations en 2017. Le 9 mars 2021, il annonce qu'il ne sera plus sélectionneur de l'équipe nationale d'Allemagne après l'Euro 2020. Le 29 juin 2021, Löw dirige son 198e et dernier match à la tête de la Nationalmannschaft. Cette ultime rencontre se solde par une défaite en huitième de finale de l’Euro face à l’Angleterre. Il est remplacé par Hansi Flick qui était son adjoint de 2006 à 2014.
Il a eu une longévité exceptionnelle de plus de quinze ans à la tête de la Mannschaft. Il est également le sélectionneur ayant dirigé le plus souvent une équipe nationale (198 matchs).
Tout au long de ces années, Joachim Löw a su donner une image séduisante à l'équipe d’Allemagne, privilégiant notamment la technique et le beau jeu tourné vers l'offensive.
Durant sa carrière de sélectionneur de l’Allemagne, il a disputé quatre Coupe du monde (dont une en tant qu’adjoint), quatre Championnat d'Europe et deux Coupe des confédérations (dont une en tant qu’adjoint).

## Biographie
Joachim Löw est né à Schönau im Schwarzwald, où il grandit, située dans la Forêt-Noire et près de la ville de Fribourg-en-Brisgau. Aîné d'une famille de quatre garçons, son père exerce le métier de chauffagiste. Durant sa jeunesse, il est enfant de chœur dans son village.

### Carrière de joueur
La carrière professionnelle de Joachim Löw commence en 2.Bundesliga (deuxième division allemande) au SC Fribourg. Deux années plus tard, l'attaquant découvre la 1.Bundesliga (première division allemande) au VfB Stuttgart où il est surtout remplaçant, ne prenant part qu'à 4 matchs. Il part ensuite jouer à l'Eintracht Francfort où il inscrit 5 buts en 24 matchs puis décide de retourner au SC Fribourg en deuxième division. En deux saisons il marque 8 puis 17 buts en respectivement 34 et 31 matchs de championnat. Il tente une nouvelle expérience en première division, au Karlsruher SC, mais comme à Stuttgart ou à Francfort, il ne parvient pas à s'imposer. Il ne marque que deux buts en 24 matchs et est fréquemment remplacé. Déçu par sa saison, il revient au SC Fribourg où il joue encore 4 années, de 1985 à 1989. Les deux premières sont réussies avec respectivement 12 et 17 buts, les deux suivantes le sont nettement moins.
À la fin de sa carrière allemande, en 52 matchs de première division, il a marqué 7 buts auxquels il faut ajouter ses 81 buts en 252 matchs de deuxième division. Par ailleurs il a joué 4 matchs avec l'équipe d'Allemagne des moins de 21 ans.
Il finit sa carrière en Suisse où il joue de 1989 à 1992 au FC Schaffhouse puis au FC Winterthur où il s'occupe aussi des jeunes du club et enfin au FC Frauenfeld où il occupe le poste d'entraîneur-joueur en troisième division suisse.

### Carrière d'entraîneur
Parallèlement à son expérience au FC Frauenfeld, il suit une formation d'entraîneur mais il n'ira pas jusqu'au terme de celle-ci.
Il reçoit en effet en 1995 une proposition de Rolf Fringer pour le seconder au VfB Stuttgart. Quatre jours avant le début de la saison suivante, Fringer part pour s'occuper de l'équipe nationale suisse laissant Löw aux commandes pour un intérim qui le verra confirmé comme entraîneur après six matches sans défaite pour commencer le championnat. Ayant sous ses ordres des joueurs de talent comme Krasimir Balakov, Fredi Bobic et Giovane Élber, il mène le club à la victoire en Coupe d'Allemagne 1997 puis l'année suivante en finale de la Coupe d'Europe des Vainqueurs de Coupe, match perdu 1-0 contre Chelsea. Lors de cette même saison, il mène le club à la quatrième place du championnat.
Löw décide de partir ensuite entraîner en Turquie à la tête de Fenerbahçe, qu'il conduit à la deuxième place du championnat derrière le rival Galatasaray. En dépit de ce résultat, son contrat en Turquie s'arrêtera là.
Löw enchaîne ensuite deux mauvaises expériences, tout d'abord à Karlsruhe SC  en 1999 où il ne peut empêcher la relégation du club en troisième division. Il ne gagne qu'un match sur les 18 disputés sous son mandat et il est licencié. Puis de décembre 2000 à mars 2001, il retourne en Turquie pour entraîner Adanaspor mais il est à nouveau licencié pour cause de mauvais résultats.
En octobre 2001, Löw devient entraîneur du FC Tirol Innsbruck et reprend une équipe qui a déjà conquis le titre de champion d'Autriche en 2000 et 2001. Il poursuit le travail entrepris auparavant par Kurt Jara et gagne le titre 2002. Mais, peu après, le club annonce sa faillite et Löw se retrouve à nouveau sans club. De juin 2003 à mars 2004, il entraîne le FK Austria Vienne.
Après le Championnat d'Europe de football 2004 et la démission de Rudi Völler, Joachim Löw devient un peu à la surprise générale, entraîneur assistant de l'équipe d'Allemagne aux côtés de Jürgen Klinsmann en août 2004. Les deux hommes s'étaient rencontrés lors d'une formation pour obtenir leurs diplômes d'entraîneur et dès que Jürgen Klinsmann fut choisi pour entraîner l'équipe d'Allemagne, il fit appel à Löw. Le duo était complémentaire, Jürgen Klinsmann, plus charismatique, s'occupait surtout d'apporter un nouveau style – plus offensif – à l'équipe d'Allemagne et de l'aspect psychologique alors que Löw était chargé des aspects tactiques.
L'Allemagne finit à la troisième place de la Coupe du monde 2006 organisée à domicile avec un système de jeu à deux attaquants efficace et attrayant alors que la plupart des grandes équipes jouait avec une seule pointe.

## Sélectionneur de l'équipe d'Allemagne
À l'issue de la Coupe du monde 2006 en Allemagne, Jürgen Klinsmann décide de ne pas prolonger son travail à la tête de l'équipe d'Allemagne en dépit du crédit que lui ont conféré les résultats de son équipe. Durant l'été 2006, Löw est ainsi nommé sélectionneur pour les deux prochaines saisons et annonce qu'il veut poursuivre avec la même philosophie de jeu offensif que Klinsmann et lui ont initiée pendant le Mondial allemand et que son but est de gagner l'Euro 2008.
Il devient le dixième sélectionneur de l'équipe d'Allemagne, seulement le troisième à ne pas avoir été un joueur international (après Otto Nerz et Erich Ribbeck).
Il commence par une série de cinq victoires (face à la Suède, l'Irlande, Saint-Marin, la Géorgie et enfin la Slovaquie) ce qui est le meilleur début de l'histoire pour un sélectionneur allemand. Par ailleurs durant ces cinq matchs, son équipe marque dix-neuf buts pour un seul encaissé. Le match suivant, face à Chypre, se solde par un match nul (1-1) mettant fin à cette série de victoires.
Par la suite la sélection bat la Suisse en amical en février 2007 puis la République tchèque (2-1) en mars 2007 dans le cadre des qualifications pour l'Euro 2008. La première défaite de l'ère Löw intervient quatre jours plus tard lors d'un match amical face au Danemark alors qu'il avait largement remanié son équipe en faisant débuter six novices.
À la tête d'une équipe affaiblie par les blessures en ce début de saison, il réussit à battre l'Angleterre (2-1) dans le nouveau Wembley en septembre 2007 avant de perdre son premier match officiel contre la République tchèque (0-3) à l'Allianz-Arena de Munich alors que l'Allemagne était déjà qualifiée pour l'Euro 2008
À l'Euro 2008, en Suisse et en Autriche, la sélection perd en finale contre l'Espagne (1-0).
En 2009, l'équipe allemande termine première de son groupe de qualification devant la Russie pour le Mondial 2010.
En 2010, en Afrique du Sud, sortie première de sa poule lors de la phase de groupes, l'équipe allemande élimine successivement l'Australie au premier tour (4-0), l'Angleterre en huitièmes de finale (4-1) et l'Argentine de Diego Maradona en quarts de finale sur le score sans appel de (4-0). La Nationalmannschaft s'incline en demi-finale contre l'Espagne sur le score de (0-1) et obtient par la suite la troisième place contre l'Uruguay par (3-2).
Après le beau parcours de l'équipe allemande lors du Mondial 2010, il prolonge son contrat de deux ans le 20 juillet 2010.
À la fin des qualifications pour l'Euro 2012 en Pologne et en Ukraine, l'équipe finit première du groupe A avec dix matchs gagnés.
Lors de l'Euro 2012, la Nationalmannschaft finit première de son groupe devant le Portugal (1-0), les Pays-Bas (2-1) et le Danemark (2-1), puis se qualifie pour les demi-finales aux dépens de la Grèce (4-2). L'Allemagne s'incline aux portes de la finale devant l'Italie de Mario Balotelli, auteur d'un doublé (1-2).
Lors de la Coupe Du Monde 2014, la Nationalmannschaft commence la compétition de la meilleure des manières en infligeant un 4-0 au Portugal. L'équipe fait ensuite un match nul (2-2) contre le Ghana, puis remporte son dernier match de poule contre les États-Unis (1-0), s'assurant ainsi la tête du groupe. Les hommes de Joachim Löw se qualifient ensuite en quart de finale après un match difficile contre l'Algérie (2-1) s'étant décidé dans les prolongations, puis s'imposent ensuite contre la France (1-0). L'équipe inflige ensuite une humiliation sans précédent aux Brésiliens, pourtant pays hôte de la compétition, en les battant 7 buts à 1, et se qualifie donc pour la finale. Au terme d'un match très serré contre l'Argentine (1-0) et après les prolongations, la Nationalmannschaft devient pour la quatrième fois de son histoire championne du monde. C'est le premier titre de Joachim Löw avec cette sélection, après deux échecs en demi-finale de Coupe du monde (2006 et 2010), un en demi-finale de coupe d'Europe (2012) et une finale européenne (2008).
Il remporte le titre de meilleur entraîneur de l'année lors de la cérémonie du FIFA Ballon d'or 2014. Le 13 mars 2015, il prolonge son contrat avec la Mannschaft jusqu'au prochain mondial de 2018.
Après une campagne de qualification pour l'Euro 2016 plus compliquée que prévu, Joachim Löw décroche avec l'Allemagne la première place de son groupe de qualification. Les champions du monde visent à l'instar de leurs prédécesseurs de 1972, un doublé Coupe du monde-Euro. Lors de la phase finale de l'Euro 2016, la Mannschaft termine première de son groupe en battant l'Ukraine 2-0, en réalisant un match nul 0-0 contre la Pologne puis en battant sur le plus petit des scores la surprenante Irlande du Nord 1-0. En huitièmes de finale, l'Allemagne parvient à éliminer la Slovaquie sur le score de 3-0. Puis, en quart de finale, au cours d'un match très fermé, la sélection de Joachim Löw prend sa revanche de l'Euro 2012 sur l'Italie, en l'éliminant du tournoi aux tirs au but. Affichant une trop grande confiance, les champions du monde finissent par s'incliner 2-0 contre la France, pays organisateur. Après la défaite, Joachim Löw déclare que « son équipe a perdu alors qu'elle a été meilleure que son adversaire ». Néanmoins bon joueur, Löw souhaite à son homologue Didier Deschamps de remporter le titre continental face au Portugal.
Le 8 octobre 2016, lors d'une rencontre comptant pour les éliminatoires de la Coupe du monde 2018 face à la République tchèque, Löw dirige son 140e match à la tête de la Mannschaft, devenant ainsi le deuxième entraîneur avec le plus de matchs dirigés en équipe d'Allemagne, derrière Sepp Herberger et ses 167 rencontres. Un mois plus tard, le 11 novembre 2016, il dépasse ce même Herberger au nombre de victoires à la tête de la Mannschaft (95 victoires contre 94).
Les records individuels de Löw ne s'arrêtent pas là: en effet, à l'occasion de la Coupe des confédérations 2017 en Russie, à la suite de la victoire de l'Allemagne sur le Cameroun (3-1), il devient le premier entraîneur à remporter 100 victoires avec la même sélection, pour son 150e match à la tête de la Mannschaft.
Le 2 juillet 2017, il remporte la Coupe des confédérations 2017, face au Chili (1-0), qui plus est en alignant une "équipe bis" emmenée par le parisien Julian Draxler.
En 2018 en Russie, son équipe rate son entrée dans la coupe du monde, battue par le Mexique 0-1. Lors de la seconde journée, l'Allemagne est déjà au pied du mur et doit impérativement battre la Suède pour espérer atteindre le second tour, une défaite étant synonyme d'élimination prématurée. Après avoir été menée 1-0 à la mi-temps, son équipe parvient à renverser la situation et s'imposer de justesse 2-1 grâce notamment à un but de Toni Kroos à la 90+5e minute au bout du suspense. Cela ne suffit toutefois pas à l'Allemagne qui, en panne d'inspiration, s'incline à nouveau lors de son dernier match de poule contre la Corée du Sud (2-0) et essuie alors une élimination historique à ce stade de la compétition.
En poste depuis 2006, le sélectionneur est à partir de 2018 régulièrement au cœur des critiques et des débats, notamment en novembre 2020, après la déroute 6 à 0 face à l'Espagne en Ligue des Nations. Sous contrat jusqu'en 2022, Joachim Löw est cependant maintenu à la tête de l'équipe d'Allemagne pour l'Euro 2021.
En mars 2021, il annonce qu'il quittera ses fonctions à un an de la fin de son contrat, au terme de l'Euro. Il dirige la Mannschaft pour la dernière fois le 29 juin 2021, contre l'Angleterre en huitième de finale du championnat d'Europe à Wembley (défaite 2-0).
A la tête de la Nationalmannschaft de 2006 à 2021, il aura remporté deux trophées, une Coupe du Monde en 2014 et une Coupe des Confédérations en 2017. Par ailleurs, durant son mandat de 15 ans, il aura dirigé 197 matchs de la sélection allemande avec un pourcentage de victoire de 62,94%. Ce qui fait de lui l’un des sélectionneurs avec le plus haut taux de réussite de la Mannschaft.

## Statistiques

### Entraîneur
Mis à jour le 29 juin 2021.
| VfB Stuttgart   | 14 août 1996     | 20 mai 1998     | 89  | 46  | 20 | 23 | 171 | 107 | +64  | 51.6  |
| Fenerbahçe      | 1er juillet 1998 | 29 mai 1999     | 41  | 25  | 6  | 10 | 92  | 41  | +51  | 60.9  |
| Karlsruher SC   | 25 octobre 1999  | 19 avril 2000   | 18  | 1   | 7  | 10 | 14  | 28  | -14  | 5.5   |
| Adanaspor       | 20 décembre 2000 | 4 mars 2001     | 6   | 0   | 2  | 4  | 9   | 14  | -5   | 0.0   |
| Tirol Innsbruck | 10 octobre 2001  | 18 juin 2002    | 27  | 13  | 5  | 9  | 34  | 23  | +11  | 48.1  |
| Austria Vienne  | 4 juin 2003      | 24 mars 2004    | 35  | 16  | 11 | 8  | 49  | 28  | +21  | 45.7  |
| Allemagne       | 12 juillet 2006  | 12 juillet 2021 | 197 | 124 | 39 | 34 | 469 | 201 | +268 | 62.94 |
| Total           | Total            | Total           | 412 | 225 | 90 | 97 | 838 | 440 | +398 | 54.70 |

### Parcours
- VfB Stuttgart ( Allemagne)
- Fenerbahce ( Turquie)
- Karlsruhe ( Allemagne)
- Adanaspor ( Turquie)
- Innsbruck ( Autriche)
- Austria Vienne ( Autriche)
- Équipe d'Allemagne de football

## Palmarès d'entraîneur et distinctions

### Palmarès
| VfB Stuttgart (1)                                                                | FC Tirol Innsbruck (1)                          | Austria Vienne (1)                             | Allemagne (2) |
| -------------------------------------------------------------------------------- | ----------------------------------------------- | ---------------------------------------------- | --- |
| - Coupe d'Allemagne (1) - Vainqueur : 1997 - Coupe des coupes - Finaliste : 1998 | - Championnat d'Autriche (1) - Vainqueur : 2002 | - Supercoupe d'Autriche (1) - Vainqueur : 2003 | - Coupe du monde (1) - Vainqueur : 2014 - Troisième : 2010 et 2006 (en tant qu'assistant de Jürgen Klinsmann) - 1er tour : 2018 - Coupe des confédérations (1) - Vainqueur : 2017 - Troisième : 2005 (en tant qu'assistant de Jürgen Klinsmann) - Championnat d’Europe - Finaliste : 2008 - Demi-finaliste : 2012 et 2016 - Huitième de finaliste : 2020 |

### Distinctions
- Nomination au prix d'entraîneur de l'année FIFA 2010.
- Il est élu meilleur sélectionneur de l'année 2014 et 2017 par l'IFFHS.
- Trophée du manager sportif de l'année 2010 (L'Équipe Mag)[12].
- Prix d'entraîneur de l'année FIFA en 2014.
- Entraîneur allemand de l'année en 2014

## Records
- Il est le sélectionneur de l’Équipe d'Allemagne de football étant resté le plus longtemps en poste (de 2006 à 2021) pendant quinze ans.
- Il est le sélectionneur ayant dirigé le plus de match à la tête d’une sélection nationale (197 matchs).